# إدواردو ريسيفه
إدواردو ريسيفه هو فنان ورسام توضيحي ورسام ومصمم جرافيك برازيلي، ولد في 1980.

## وصلات خارجية
- الموقع الرسمي